# Superweiche Röntgenquelle
Superweiche Röntgenquelle (englisch Super Soft X-Ray Source, SSS) bezeichnet ein astronomisches Objekt, dessen elektromagnetische Strahlung überwiegend im Bereich der weichen Röntgenstrahlung (von 0,1 bis 2,5 keV) emittiert wird. Die meisten SSS sind in extragalaktischen Systemen nachgewiesen worden, da innerhalb der Milchstraße die niederenergetische Röntgenstrahlung von interstellarer Materie absorbiert wird. Obwohl nur einige Dutzend Quellen in der Milchstraße bekannt sind, wird ihre Gesamtzahl auf einige Tausend hochgerechnet.

## Geschichte und Eigenschaften
Erstmals beschrieben wurden die Super Soft X-Ray Sources im Jahre 1991 nach einer Analyse von ROSAT-Daten der Großen Magellanschen Wolke. Die Röntgenleuchtkraft der SSS kann mit bis zu 1038 erg pro Sekunde die Eddington-Grenze erreichen, dabei sind ihre Röntgenspektren mit einer Energie von 20 bis 100 eV extrem weich. Dies entspricht einer Schwarzkörpertemperatur von 105 bis 106 Kelvin und ist um zwei Größenordnungen geringer als bei anderen Röntgendoppelsternen.
Aus der Röntgenleuchtkraft, ihrer Entfernung und der Schwarzkörpertemperatur konnte der Radius der Super Soft X-Ray Sources als charakteristisch für Weiße Zwerge berechnet werden. Die Spektren der SSS werden so gedeutet, dass auf der Oberfläche der Weißen Zwerge ein stetiges oder zyklisches Wasserstoffbrennen in einer für Röntgenstrahlen optisch dicken Schicht stattfindet. Dazu wird ein Materieeinstrom auf den Weißen Zwerg von circa 10−7 Sonnenmassen pro Jahr benötigt, der in den meisten Fällen von einem Begleiter auf den kompakten Stern transferiert wird.
Die Masse des Begleitsterns ist in den meisten Fällen mindestens so groß wie die des akkretierenden Weißen Zwergs. Diese Eigenschaft unterscheidet Super Soft X-Ray Sources von den eng verwandten Röntgendoppelsternen und kataklysmischen Veränderlichen.

## Veränderlichkeit
Einige  superweiche Röntgenquellen verbleiben für einen langen Zeitraum im Zustand des Wasserstoffbrennens auf der Oberfläche des Weißen Zwerges. So hat sich um die Röntgenquelle CAL 87 ein Emissionsnebel aus ionisierter Materie gebildet, dessen Entstehung beim jetzigen Strahlungsniveau um die 10.000 Jahre gedauert hätte.
Daneben sind SSS häufig veränderlich, sowohl im optischen als auch im Röntgenbereich. Dabei sind diese beiden Spektralbereiche antikorreliert: wenn die Röntgenhelligkeit im Maximum ist, zeigt das System eine niedrige visuelle Helligkeit, und umgekehrt. Der Wechsel in den entgegengesetzten Zustand dauert nur wenige Tage. Diese Wechsel erfolgen zyklisch in einer Größenordnung von 100 Tagen. Die Helligkeitswechsel werden mit einer Änderung der Massentransferrate vom Begleiter auf den Weißen Zwerg in Verbindung gebracht und gelten als ein Anzeichen für die Doppelsternnatur der SSS. Mit der Veränderlichkeit der Massentransferrate ändert sich auch der Radius der Photosphäre um den Weißen Zwerg, wodurch die Strahlung überwiegend im extremen Ultraviolett emittiert und durch interstellares Gas absorbiert wird. Die Doppelsternsysteme sind als Röntgendoppelsterne, kataklysmische Veränderliche und symbiotische Sterne klassifiziert worden.
Superweiche Röntgenquellen in kataklysmischen Doppelsternen wurden unabhängig als V-Sagittae-Sterne klassifiziert anhand ihrer Eigenschaften im optischen Spektrum. Es handelt sich um halbgetrennte Systeme mit einem massereichen Weißen Zwerg von 0,7 bis 1,2 Sonnenmassen, der mit einem Hauptreihenstern oder Unterriesen um den gemeinsamen Schwerpunkt kreist. Die Akkretionsrate ist mit 10−7 bis 10−5 Sonnenmassen pro Jahr sehr hoch, nahe der Eddington-Grenze. Durch das Wasserstoffbrennen auf der Oberfläche des Weißen Zwerges entsteht ein Sternwind mit einer Abströmrate von bis zu 10−7 Sonnenmassen pro Jahr. Dieser Wind führt an der Oberfläche der Akkretionsscheibe zu einer Kelvin-Helmholtz-Instabilität mit dem Ergebnis, dass die Oberflächenschicht abgetragen wird. Nach einiger Zeit wird durch diesen Prozess die gesamte weiche Röntgenstrahlung absorbiert und der Sternwind gewinnt zusätzliche Energie. Der Sternwind trifft auf den Begleitstern und dies führt zu einer Erodierung seiner äußeren Atmosphäre. Die Ausdehnung des Begleitsterns sinkt unter die Roche-Grenze und dadurch endet der Materiestrom zum Weißen Zwerg. Die Super Soft X-Ray Source wird wieder transparent und der ca. alle 100 Tage laufende Zyklus des An und Aus der Röntgenstrahlung beginnt von vorne.
Neben Roten Zwergen oder späten Unterriesen können auch frühe Sterne wie die Be-Sterne Materie auf den Weißen Zwerg transferieren. Dies geschieht nicht durch ein Überschreiten der Roche-Grenze im Doppelsternsystem, sondern durch eine Akkretion von Materie aus dem Sternwind des frühen Sterns. Die Akkretionsrate ist allerdings sehr gering, deshalb wird die wasserstoffreiche Materie zunächst über Jahre bis Jahrzehnte auf der Oberfläche des Weißen Zwergs angesammelt. Danach überschreitet die Dichte einen kritischen Grenzwert, und das Wasserstoffbrennen zündet für einen kurzen Zeitraum von einigen Wochen bis Monaten. Danach fällt das Doppelsternsystem wieder in seinen Ruhezustand zurück.

## Novaausbrüche
20 % aller Ausbrüche von klassischen und wiederholenden Novae durchlaufen eine Phase, in der sie als Super Soft X-Ray Sources nachgewiesen werden können und die bis zu 10 Jahre andauern kann. Novae sind die Folge eines explosiven Zündens von Wasserstoff auf der Oberfläche eines Weißen Zwerges und des Ausstoßens von Materie aufgrund der Energiefreisetzung. Der dabei entstehende Sternwind führt zu einer Pseudophotosphäre, die die Strahlung reabsorbiert und zunächst im Optischen wieder abstrahlt. Erst wenn sich die abgeworfene Atmosphäre weit genug ausgedehnt und damit ihre Dichte abgenommen hat, kann die Röntgenstrahlung des Wasserstoffbrennens austreten. Das Ende der Super-Soft-Phase wird als Ende des Wasserstoffbrennens auf dem Weißen Zwerg interpretiert.

## SSS als Vorläufer von Supernovae vom Typ Ia
Supernovae vom Typ Ia entstehen unter anderem, wenn die Masse eines Weißen Zwerges die Chandrasekhar-Grenze von ca. 1,2 bis 1,4 Sonnenmassen überschreitet. Die Vorläufer können keine Novae sein, da sie bei einem Ausbruch mehr Materie verlieren, als sie vorher akkretiert haben. Bei Super Soft X-Ray Sources dagegen kommt es zu einem konstanten Wasserstoffbrennen an der Oberfläche des Weißen Zwerges, dessen Masse bei diesem Vorgang zunimmt und die o. g. Grenzmasse überschreiten kann. Voraussetzung hierfür ist eine hohe Massentransferrate über einen langen Zeitraum. Dies kann bei einigen kataklysmischen Veränderlichen wie den Zwergnovae im permanenten Ausbruch auftreten. Bei symbiotischen Sternen kann eine thermische Instabilität in dem Roten Riesen zu einer großen Massentransferrate auf den Weißen Zwerg führen.
Um sich in eine Supernova vom Typ Ia zu entwickeln, darf die Massentransferrate weder zu hoch noch zu niedrig sein:
- wenn die Massentransferrate nämlich einen Schwellenwert überschreitet, wird der Massenfluss instabil, und das gesamte Doppelsternsystem durchläuft eine Phase einer gemeinsamen Hülle, bei der die gemeinsame Hülle am Ende abgestoßen wird; zurück bleibt meist ein getrenntes Doppelsternsystem ohne weiteren Massenfluss.
- Ist die Massentransferrate dagegen zu niedrig, kommt es zu explosivem Wasserstoffbrennen in Form einer Nova.

Es ist nicht klar, wie ein Doppelsternsystem lange genug in diesem schmalen Parameterband bleiben kann, um eine signifikante Masse zu akkretieren und die chandrasekharsche Grenzmasse zu überschreiten.
Auf jeden Fall müsste wenigstens eine Million Jahre vor der finalen Explosion als Supernova vom Typ Ia das Doppelsternsystem ein kontinuierliches Wasserstoffbrennen auf der Oberfläche des Weißen Zwergs zeigen und damit auch weiche Röntgenstrahlung nachweisbar sein. Allerdings ist die Anzahl der beobachteten Super Soft X-ray Sources um zwei Größenordnungen zu gering, um einen signifikanten Beitrag zur Entstehung von Typ-Ia-Supernovae zu bilden. Dies kann aber die Folge einer Absorption der weichen Röntgenstrahlung in einer wasserstoffreichen Hülle um das Doppelsternsystem sein. Bereits ein Sternwind mit einer Rate von 10−11 Sonnenmassen pro Jahr kann so viel Röntgenstrahlung absorbieren, dass ein Nachweis nicht mehr möglich wäre. Dieser Sternwind kann direkt eine Folge des Wasserstoffbrennens sein oder aber Materie, die nicht vom Weißen Zwerg akkretiert wird, da sie nicht über den Lagrange-Punkt L1 abfließt.
In Kugelsternhaufen ist die Sterndichte so hoch, dass sich durch dynamische Wechselwirkung häufiger enger Doppelsternsysteme bilden. Dazu zählen neben kataklysmischen Veränderlichen auch die Röntgendoppelsterne, die in Kugelsternhaufen ca. 200-mal häufiger beobachtet werden als im allgemeinen galaktischen Feld. Daher sollten auch Supernovae vom Typ Ia, wenn sie sich mit einer gewissen Wahrscheinlichkeit aus Super Soft X-Ray Sources entwickeln, eine erhöhte Häufigkeit in Richtung von Kugelsternhaufen zeigen. Mehrere Untersuchungen in nahen Galaxien konnten jedoch keine Übereinstimmung der Position von Ia-Supernovae mit einem Kugelsternhaufen nachweisen.

## Weitere Quellen extrem weicher Röntgenstrahlung
Neben den Weißen Zwergen, an deren Oberfläche es zu einem permanenten Wasserstoffbrennen kommt in Form von symbiotischen Sternen, Novae, kataklysmischen Veränderlichen und Röntgendoppelsternen, existieren weitere astronomische Quellen superweicher Röntgenstrahlung:
- Weiße Zwerge unmittelbar nach der Post-AGB-Phase
- Pulsierende Weiße Zwerge der Klasse PG1159
- AM-Herculis-Sterne (Polare)
- DQ-Herculis-Sterne
- Planetarische Nebel
- Supernovaüberreste
- Aktive galaktische Kerne.

Bei den beiden Arten von Weißen Zwergen, die nicht in einem Doppelsternsystem vorkommen (Post-AGB-Objekte und PG1159-Sterne), handelt es sich bei der Röntgenstrahlung um thermische Strahlung des vor kurzer Zeit freigelegten Sternkerns.
Bei den AM- und DQ-Herculis-Sternen entsteht die Röntgenstrahlung durch die Erwärmung der Oberfläche des Weißen Zwergs um die magnetischen Pole, an denen die akkretierte Materie abrupt gebremst wird (Bremsstrahlung).

## Beispiele
- Wechselwirkender Doppelstern: QR Andromedae, V Sagittae
- Weißer Zwerg: KPD 0005+5106